# Birken
Die Birken (Betula) bilden eine Pflanzengattung in der Familie der Birkengewächse (Betulaceae).
Das Wort Birke (von althochdeutsch bircha) ist auf einen Begriff im Indogermanischen zurückzuführen (*bherHg̑o) und bedeutet in Anspielung auf die helle Rinde so viel wie „glänzend, schimmernd“ (vgl. noch mittelhochdeutsch bereht, englisch bright, -brecht (als Namensbestandteil) „leuchtend“).

## Beschreibung

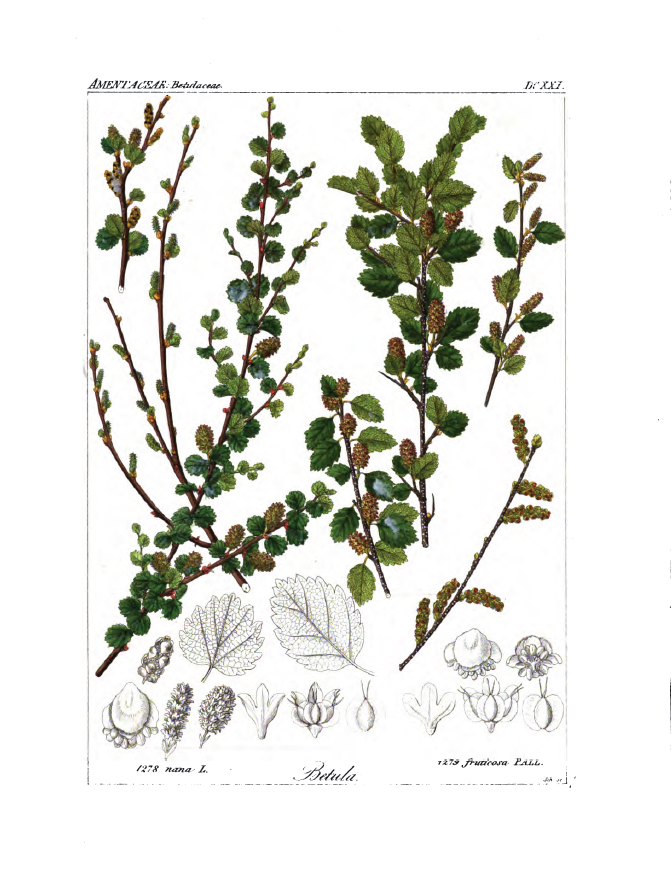
Illustration von Betula nana (links) und Betula fruticosa (rechts)

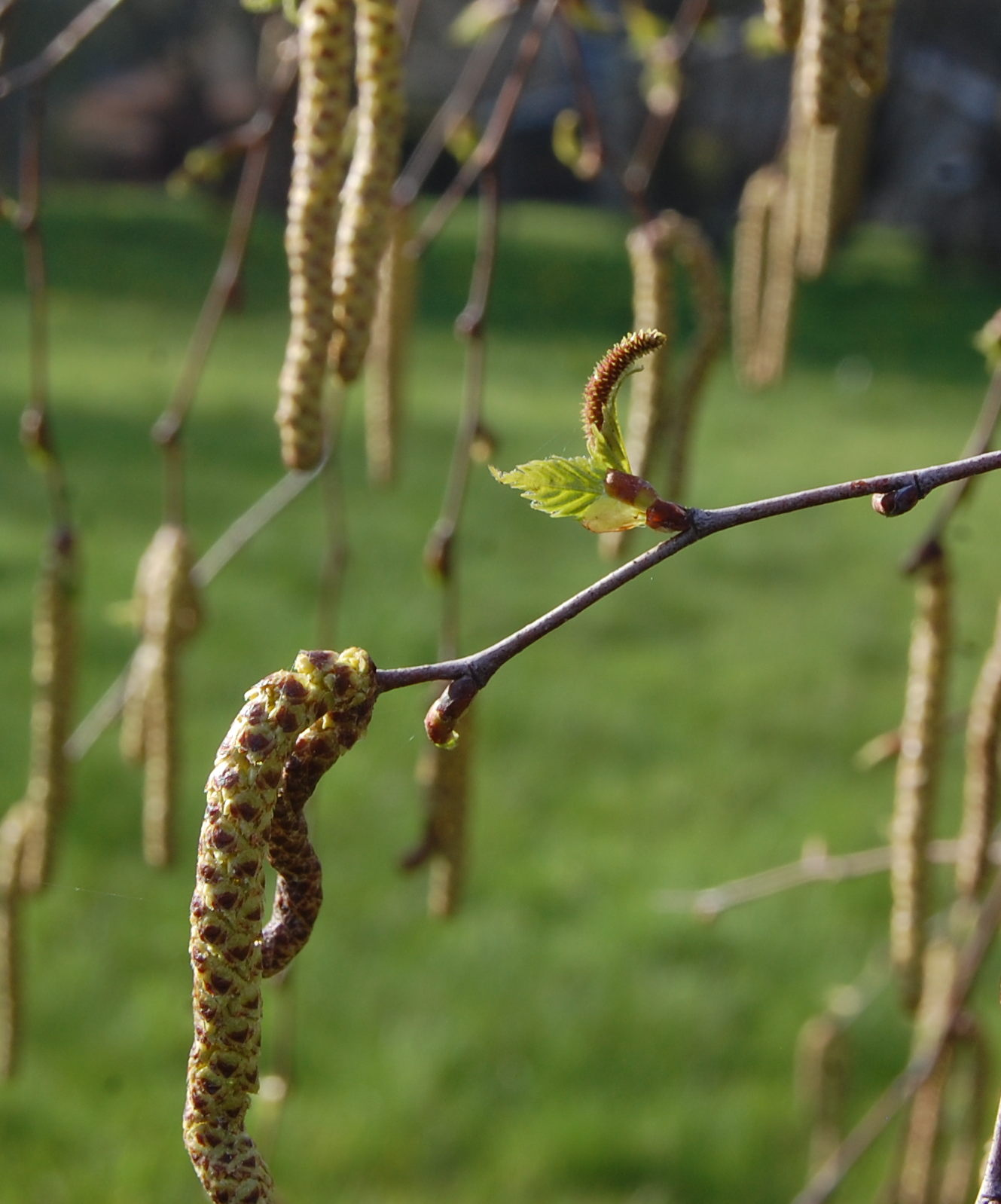
Kätzchen, oben ein weibliches, unten die männlichen

### Vegetative Merkmale
Birken-Arten sind laubabwerfende, sommergrüne Bäume oder Sträucher. Sie gehören zu den sehr schnell und hochwachsenden Gehölzen und können schon nach sechs Jahren Wuchshöhen von bis zu 7 Metern erreichen; ausgewachsen können sie bis zu 30 Meter, in Einzelfällen sogar noch höher werden. Sie wachsen mit einzelnen oder oft auch mit mehreren Stämmen. Einzelexemplare können ein Alter von bis zu 160 Jahren erreichen.
Bei vielen Birken-Arten ist die Borke besonders auffällig, ihre Farbe reicht von fast Schwarz über Dunkel- und Hellbraun bis Weiß; sie ist anfangs glatt, später lösen sich dünne, oft papierartige Stücke ab, schließlich reißt sie horizontal auf. Es sind oft deutliche, meist dunkle Lentizellen vorhanden, die sich manchmal horizontal vergrößern.
Das leichte und je nach Art weiche bis mehr oder weniger harte Holz ist fast weiß bis rötlich-braun mit feiner Maserung. Bei jungen Zweigen können Lang- und Kurztriebe unterschieden werden. Die Zweige duften manchmal. Bei den Winterknospen überlappen sich mehrere glatte Schuppen.
Die wechselständig, meist zweireihig, oft an Kurztrieben angeordneten Laubblätter sind in Blattstiel und -spreite gegliedert. Die je nach Art mit Längen von 0,5 bis 10 (selten bis 14) Zentimeter und Breiten von 0,5 bis 8 Zentimeter eiförmigen bis deltaförmigen, elliptischen oder fast kreisförmigen Blattspreiten sind kahl bis unterschiedlich behaart, manchmal harzig-drüsig. Es liegt Fiedernervatur vor. Die Blattränder sind je nach Art gesägt bis meist doppelt gesägt oder seltener bei den nordischen Zwergstrauch-Arten gewellt bis leicht rundlich gelappt. Die Nebenblätter fallen oft früh ab.

### Generative Merkmale
Alle Birken-Arten sind einhäusig getrenntgeschlechtig (monözisch). Die Blütenstände heißen Kätzchen, wobei an den Zweigen die weiblichen unterhalb der männlichen stehen. Die männlichen Blütenstände hängen einzeln oder in kleinen Gruppen meist an den Enden der Zweige. Sie werden in der vorangegangenen Vegetationsperiode gebildet und sind schon während des Winters zu sehen. In den männlichen Kätzchen befinden sich je gelappter Schuppe (Tragblatt und zwei Vorblätter) immer drei Blüten. Die männlichen Blüten mit vierteiligem Kelch enthalten nur meist zwei bis drei (ein bis vier) Staubblätter mit nahe ihrer Basis bis fast zu den Staubbeuteln geteilten Staubfäden. Alle Birken werden windbestäubt (Anemophilie), deshalb geben sie in der Blütezeit von Ende März bis Ende April große Mengen an Pollen frei. Die haltbaren, weiblichen Blütenstände stehen meist einzeln aufrecht und sind eiförmig bis zylindrisch. In den weiblichen Kätzchen befinden sich je gelappter Schuppe (Tragblatt und zwei Vorblätter) selten eine bis meist drei Blüten ohne Blütenhülle. Gleichzeitig mit dem Beginn des Austreibens der Laubblätter bilden sich die Blütenstände voll aus, die vorher in Knospen geschützt waren. Wobei es selten auch gemischte Blütenstände geben kann. Sie entstehen aus ursprünglich weiblichen Blütenständen.
Die aufrechten bis hängenden, zapfenartigen Fruchtstände besitzen verdickte und ledrige, aber nicht verholzte, Schuppen. Die Schuppen fallen meist beim Freilassen der Samen einzeln ab oder bei wenigen Arten verbleiben sie über den Winter am Fruchtstand. Bei Erlen bleiben diese stehen. Es werden geflügelte Nussfrüchte (Samara) mit oft Griffelresten gebildet. An zwei Seiten der Samen befinden sich häutige, mehr oder weniger breite Flügel. Die Reife der Früchte erfolgt von September bis Oktober.
Die Chromosomengrundzahl beträgt x = 14.

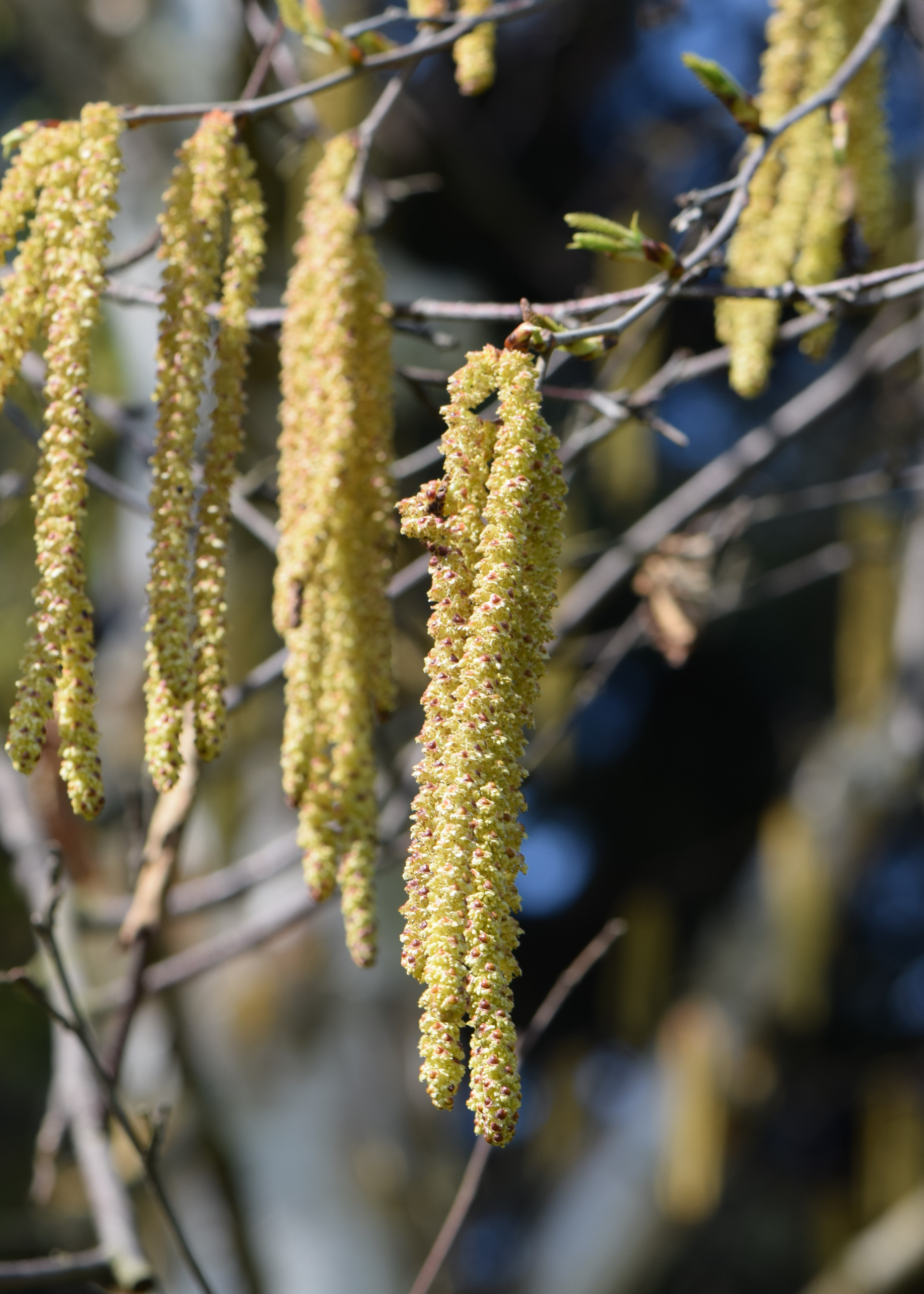
Männliche Kätzchen der Himalaya-Birke (Betula utilis)
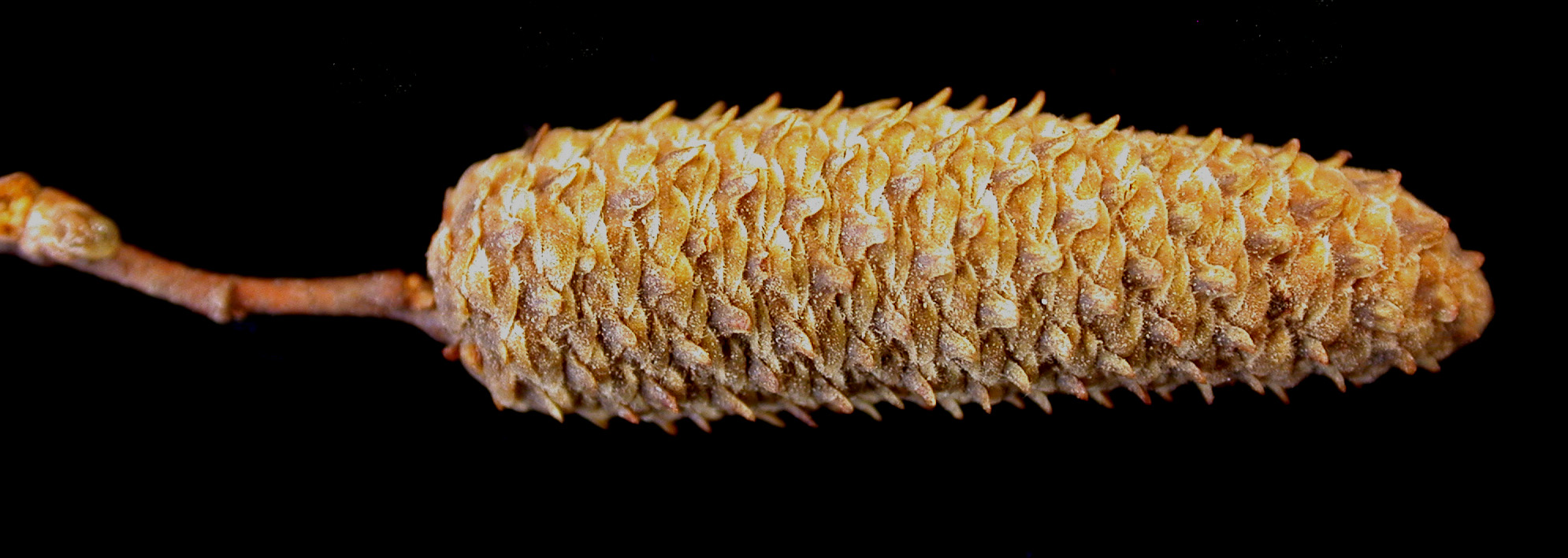
Reifer Fruchtstand der Grau-Birke (Betula populifolia)
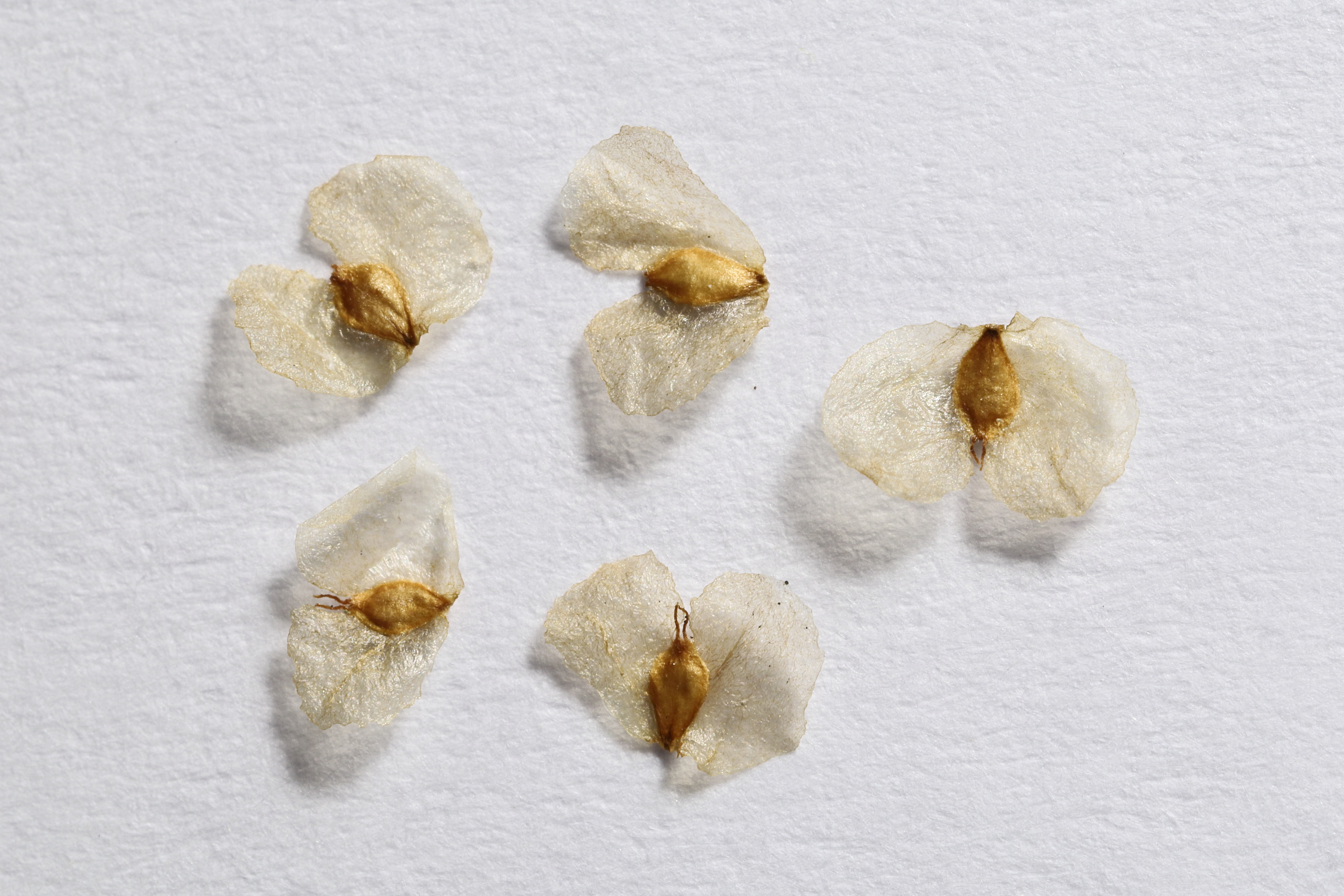
Geflügelte Nussfrüchte der Hänge-Birke (Betula pendula). Durch die kleinen Flügel werden die Früchte über weite Strecken transportiert
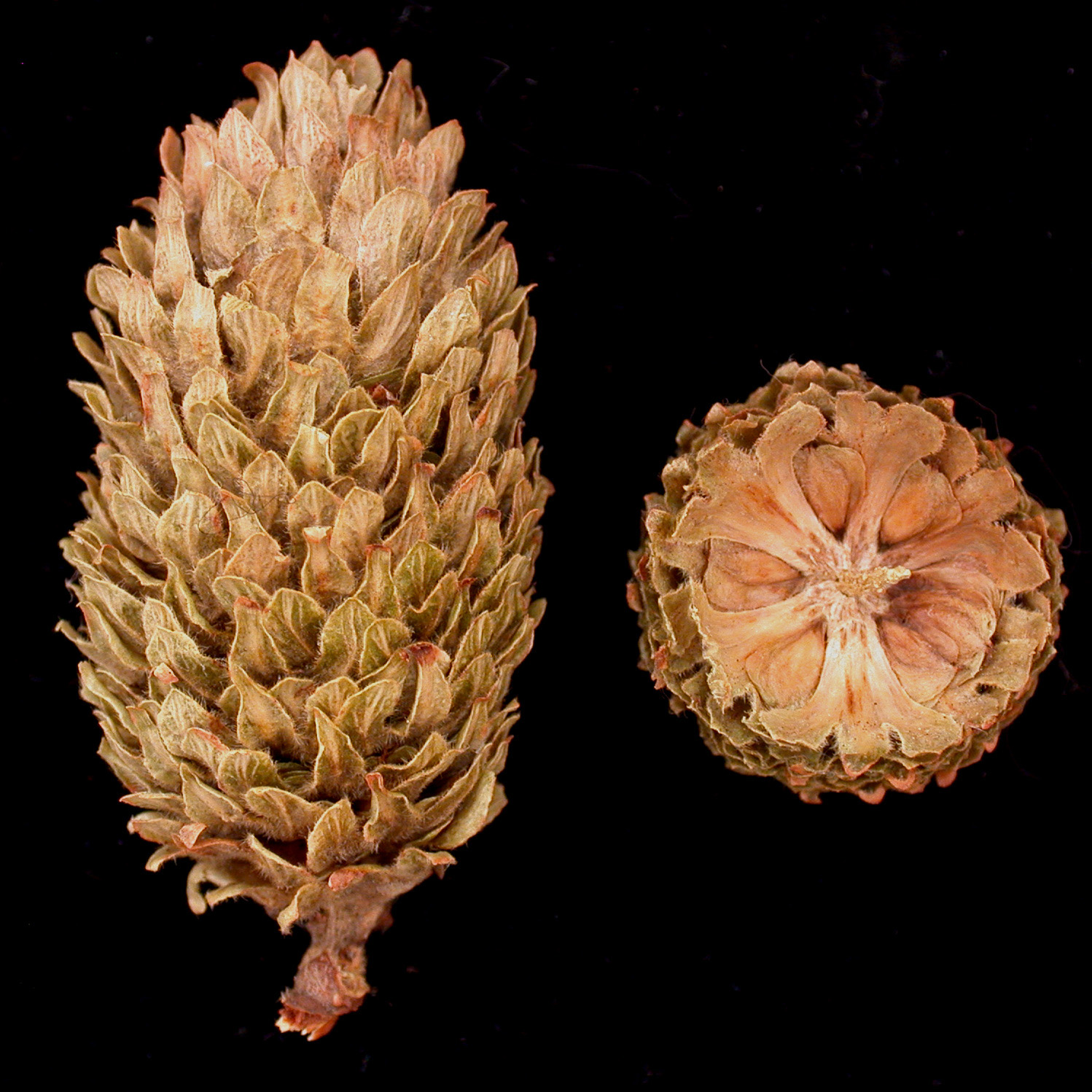
Fruchtstand von innen, man sieht im Zentrum die geflügelten Früchte und die gelappten Schuppen außen

## Ökologie
Viele Vogelarten sind auf Birken angewiesen, z. B. dienen dem Birkenzeisig und dem Birkhuhn Knospen und Samen der Birke als wichtige Winternahrung. Der Baum selbst ist Lebensraum für zahlreiche Pilze, Flechten und Moose sowie für Insekten und Säugetiere. Einige leben als Parasiten oder in Symbiose in, an und auf der Birke.
Es gibt 118 Schmetterlingsraupenarten, welche die Birke (Hänge- und Moorbirke) als Futterpflanze nutzen. Damit ist die Birke auf Platz drei der beliebtesten Schmetterlingsfutterpflanzen.

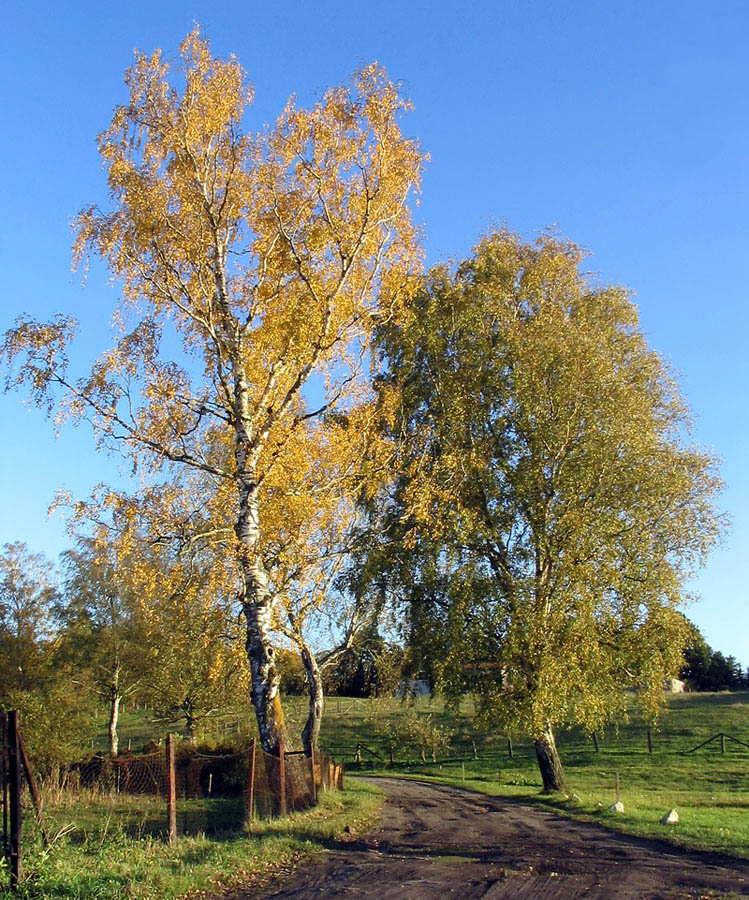
Hänge-Birken mit Herbstlaub

## Standorte
Birken sind oft Pionierpflanzen auf freien Flächen. Birken-Arten stellen nur geringe Ansprüche an Boden und Klima. Birken-Arten gedeihen sowohl auf trockenen wie nassen Böden, in Heidegebieten, auf Dünen wie auf Moor.

## Bedeutung für Pollenallergiker
Birkenpollen stellen ein hochpotentes Allergen dar. Der Anteil jener Allergiker, die speziell auf Birkenpollen reagieren, stieg zwischen 1986 und 2006 laut HNO-Klinik der Universität Wien von 35 % auf 50 % aller Frühblüher-Allergiker an. Trotzdem werden Birken aufgrund ihrer schönen weißen Färbung gerne auch in Städten als Alleebäume gepflanzt. Wie bei allen Pollen ändert sich das Birkenpollenaufkommen jährlich leicht. In Deutschland treten sie jährlich ungefähr von Ende März bis Anfang Juni auf, wobei die Hauptblüte etwa zwei Wochen Mitte April stattfindet. Das Birkenpollenallergen Bet v1 weist eine hohe Ähnlichkeit zum Apfelallergen Mal d 1 auf, was im menschlichen Immunsystem eine Kreuzreaktion zur Folge hat.

## Nutzung

### Pech

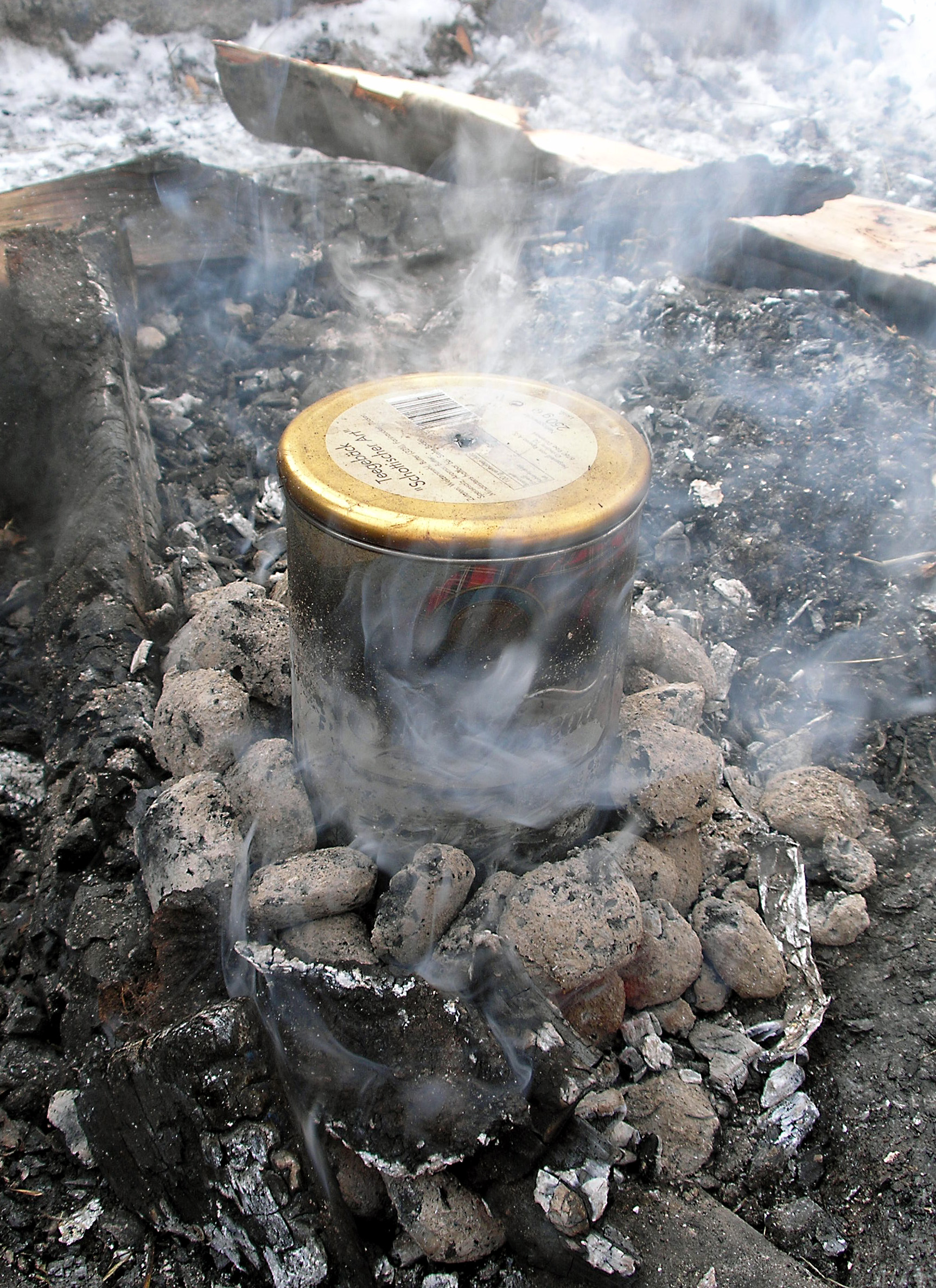
Birkenpechherstellung im Eintopfverfahren.

Aus Birken  durch Verschwelung und Trockendestillation hergestelltes Birkenpech wurde seit etwa 50.000 Jahren nachweislich als erster systematisch hergestellter Kunststoff der Menschheitsgeschichte zum dauerhaften Verbinden von Steinkeilen, Pflanzenfasern und Holzgriffen hergestellt und genutzt und zwar sowohl durch Neandertaler als auch durch den modernen Menschen (Homo sapiens der Cro-Magnon-Epoche).

### Zierpflanze
Birken-Arten werden aufgrund ihrer weißen Färbung der Borke gerne als Zierpflanze in Gärten, Parks und Alleen gepflanzt.

### Holzverwendung

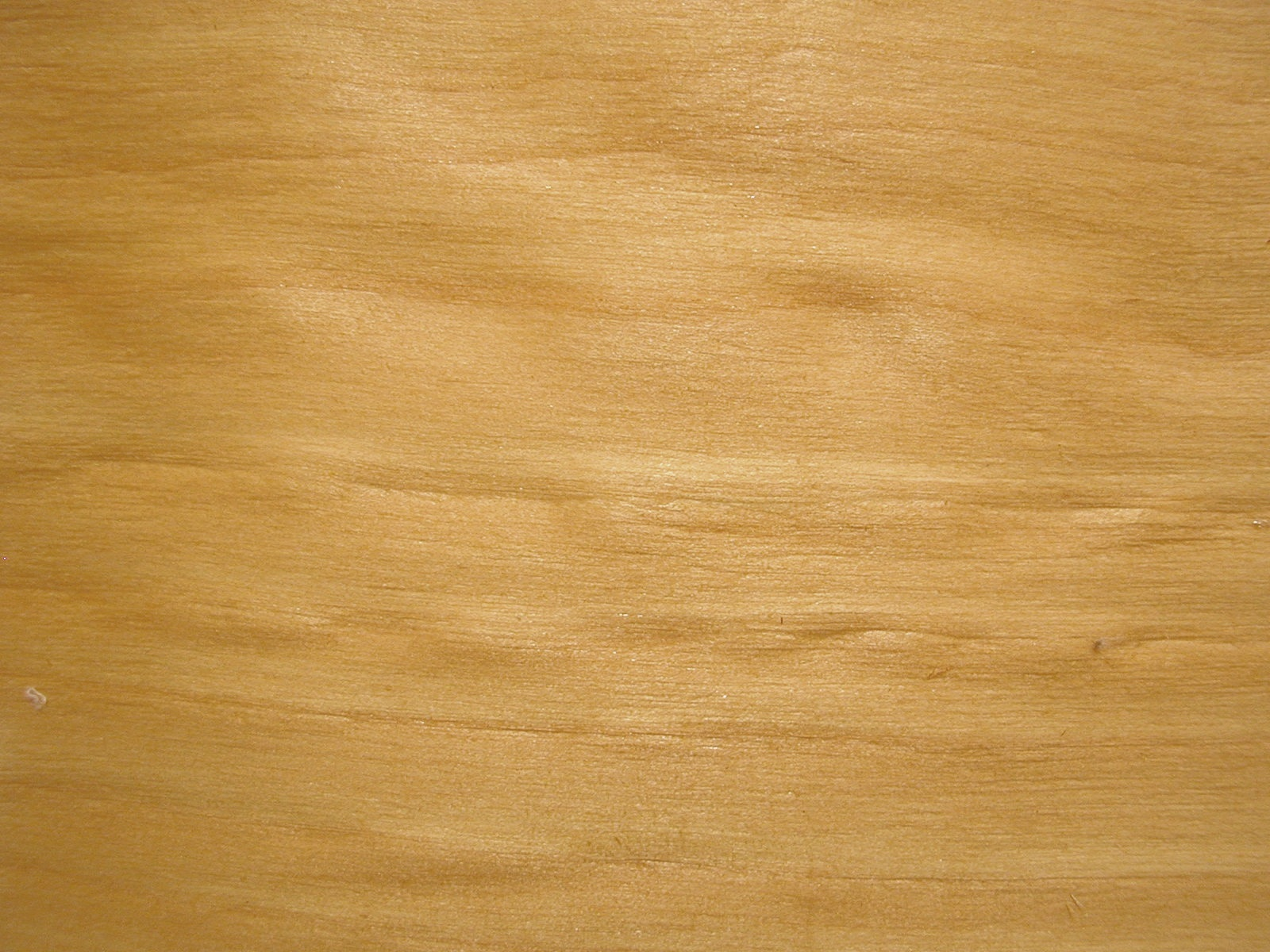
Birkenfurnier

Als Holzlieferanten werden in Mitteleuropa vor allem die Sand- und die Moor-Birke genutzt. Sie bilden als Splintholzarten kein Kernholz und keinen Farbkern aus. Das Holz ist gleichmäßig gelblichweiß, rötlichweiß oder hellbräunlich gefärbt und besitzt einen seidigen Glanz. Als typische Farbeigenschaft besitzt das Holz fleckenartige Hell-Dunkel-Lichteffekte, die durch Unregelmäßigkeiten im Faserverlauf entstehen. Bei älterem Holz kann ein gelblich-roter bis brauner Falschkern ausgebildet sein. Die Jahresringe sind durch schmale und dichte Spätholzstreifen abgegrenzt. Im Gesamtcharakter ist Birkenholz ein hellfarbiges und schlichtes, je nach Faserverlauf sehr dekoratives Nutzholz. Besonderheiten stellen die vor allem bei der Sand-Birke vorkommenden Flammen- und Eisbirkenmuster dar, die auf stark unregelmäßige Faserverläufe zurückzuführen sind. Zur teuersten Art gehört das Holz der Karelischen Maser-Birke, deren charakteristische Maserung sich durch dunkle halbmondförmige Einlagerungen und besonders wilde, unregelmäßige Strukturen auszeichnet.
Birkenholz kann wegen seiner geringen Tragkraft und Beständigkeit nicht als Bauholz verwendet werden. Es ist ein leichtes und feinmaseriges Holz. Man stellte daraus unter anderem Holzschuhe und Wäscheklammern her. Es lässt sich gut schnitzen und drechseln, aber schwer spalten. In Deutschland wird das Holz der Birke hauptsächlich als Schälfurnier verwendet oder zu Sperrholzplatten verarbeitet. Außerdem werden Vollholz und gemesserte Furniere zur Herstellung von Möbeln verwendet. Nordische Holzschnitzer fertigen aus dem Maserholz traditionelle Trinkgefäße, die Guksi. Der Spänemacher war auf die Birke angewiesen. Späne und Schleißen aus diesem Holz sind die besten, da sie kaum Rauch entwickeln. Diese wurden im Winter zum Leuchten verwendet.
Auch als Brennholz ist das dekorative Kaminholz beliebt. Dank der ätherischen Öle brennt Birkenholz sogar in frischem Zustand. Birkenrinde ist deshalb gut als Zunder und zum Entzünden eines Feuers geeignet.

### Borke und Reisig

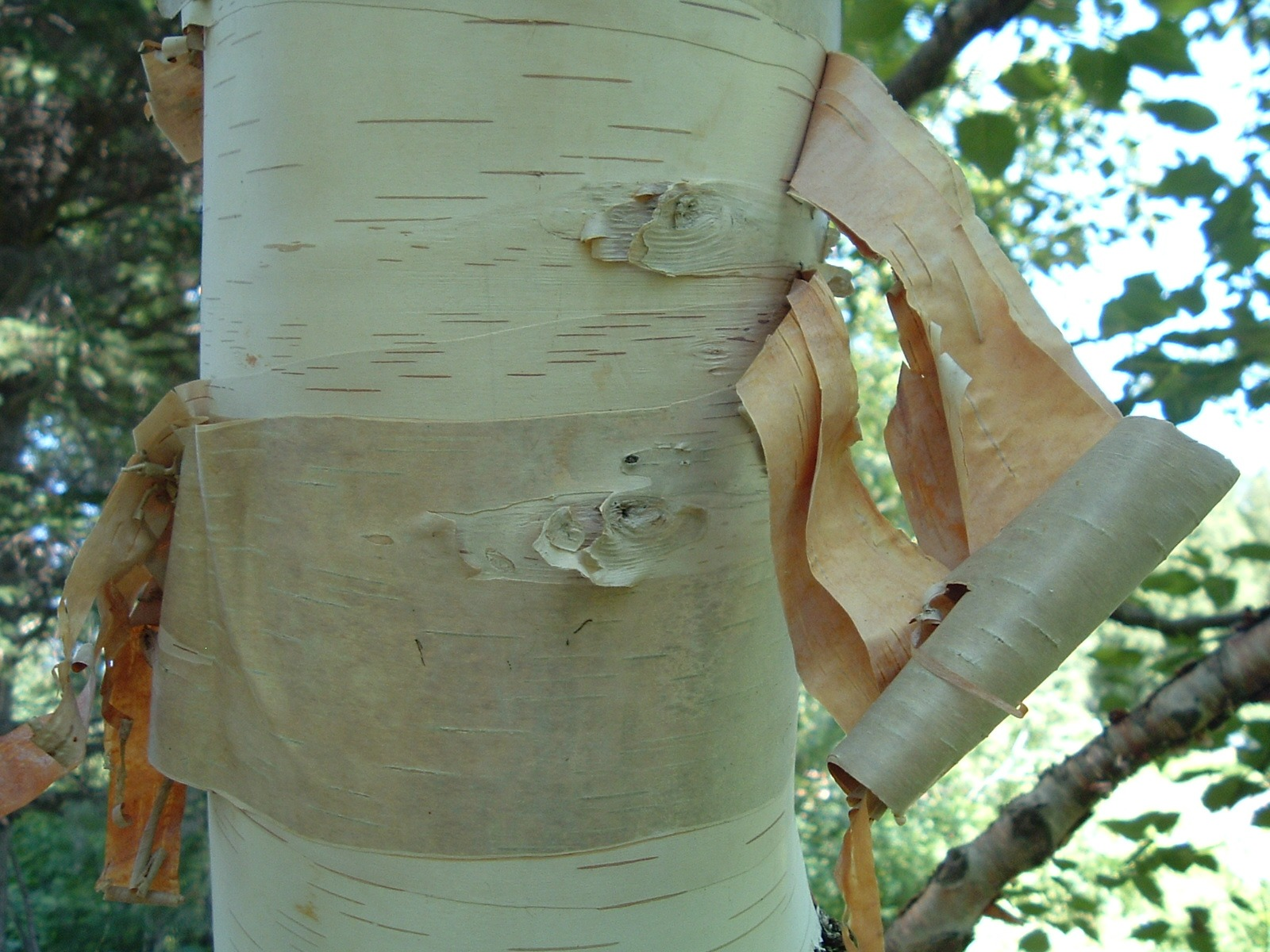
Borke der Papier-Birke
(Betula papyrifera)

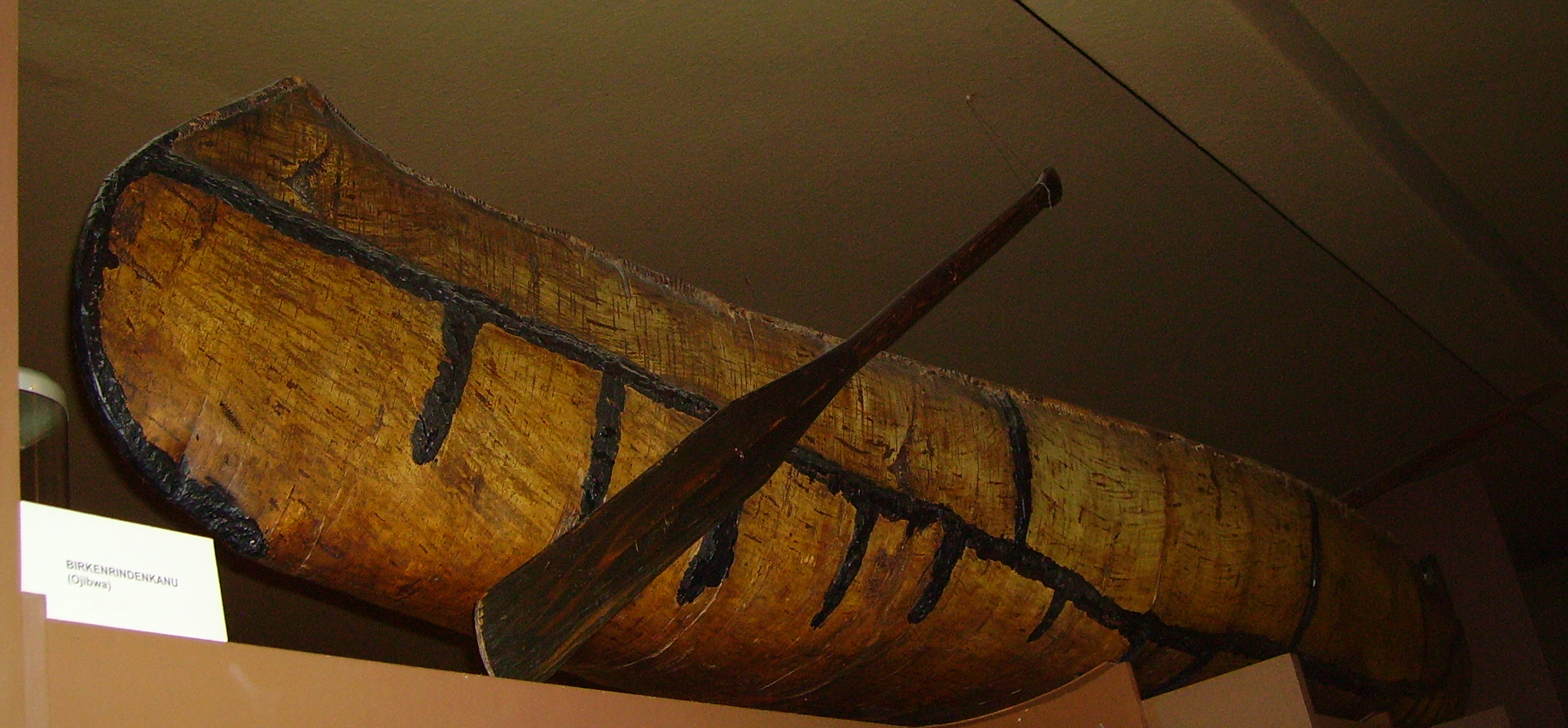
Kanu aus Birkenrinde

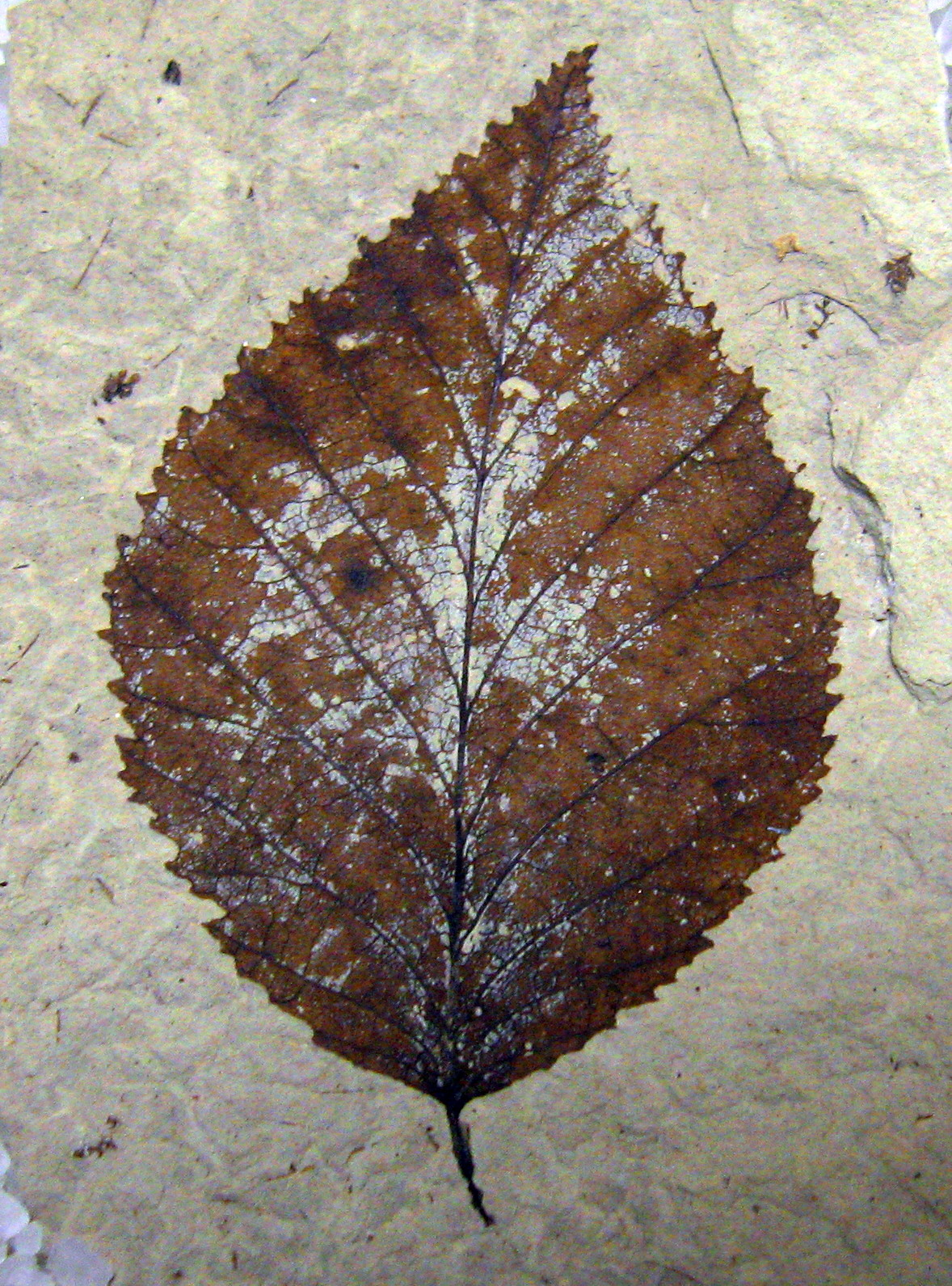
Fossiles Blatt von Betula leopoldae, 48,5 Millionen Jahre alt aus der Klondike Mountain Formation in Ferry County, Washington, USA

Auch die Birkenrinde fand früher einen vielfältigen Gebrauch, etwa für Spanschachteln. Besonders in Finnland wurden daraus auch Schuhe, Rucksäcke und andere Gegenstände hergestellt. Vorratsbehälter für Mehl, Tee und speziell Brot, wie sie in Sibirien hergestellt und benutzt wurden und wieder werden, sind in den letzten Jahren auch in Mitteleuropa erhältlich, vor allem in ökologischen Läden und über den entsprechenden Versandhandel. Diese Behälter nutzen die antiseptischen Eigenschaften der Birkenrinde. Ein anschauliches Beispiel für die vielfältige Nutzung der Birkenrinde zur Herstellung von Kanus, Behältern und Gefäßen, als Wandmaterial ihrer Wigwams und als Schreibuntergrund für Zeichnungen und Symbole, bis hin zum Totenkleid bei der Bestattung bilden die nordamerikanischen Mi’kmaq, ein indianisches Volk im Nordosten Kanadas und den USA. Birkenrinde wurde auch an verschiedenen Orten der Welt als Beschreibstoff benutzt, unter anderem in Nowgorod (vgl. Birkenrindentexte) und im Himalaya-Gebiet.
Der äußere Teil der in zwei Schichten gegliederten Rinde wurde zur Herstellung von Birkenteer und Birkenöl verwendet. Der innere Teil ist essbar und kann wie Spaghetti zubereitet werden.
Das aussterbende ländliche Handwerk verwendet die Birke auf vielseitige Weise. Der Besenbinder stellt aus ihren Ästen und Zweigen, den sogenannten Besenreisern, einen für grobe Pflasterung kaum zu übertreffenden Besen her. Buschbinder bündeln bevorzugt Birkenreisig zu befestigenden Elementen für den Deich- und Wasserbau.
Büschel aus Birkenzweigen werden in der finnischen und russischen Sauna als Badequast (russ. Wenik, finn. vihta bzw. vasta) zum Abschlagen des Körpers verwendet. Daneben war die Birkenrute, ein zusammengebundenes Bündel entblätterter Birkenzweige, das jahrhundertelang ein verbreitetes Züchtigungsinstrument in Mitteleuropa, Nordeuropa und Nordasien.

### Medizinische Inhaltsstoffe
Die Blätter (Betulae folium) der meisten Birkenarten enthalten nennenswerte Mengen an Flavonoiden, Saponinen, Gerbstoffen, ätherischen Ölen und Vitamin C. Die Rinde enthält Phytosterine sowie Terpene wie Betulin, Betulinsäure und Lupeol; der Rindensaft u. a. Invertzucker, sodass dieser auch vergoren werden kann. In Finnland wird der Zuckeraustauschstoff Xylitol aus Birken gewonnen. In Mitteleuropa wurde vor allem die heimische Hängebirke bereits historisch in der Volksmedizin genutzt. Ihre Bestandteile gelten insbesondere als blutreinigend, harntreibend und anregend, weshalb sie heute in der Pflanzenheilkunde (Phytotherapie) Verwendung findet.
Verwendet werden die Blätter, die Blattknospen und der Birkensaft (durch Anzapfen gewonnen). In der Heilkunde finden die Blätter aufgrund ihrer harntreibenden Wirkung bei Blasenentzündungen, Rheuma, Gicht und Wassersucht Verwendung. Sammelzeit für Blattknospen ist März, für Birkensaft März bis Mai und für Blätter Mai bis Juni.

### Anwendungen der Kosmetik
Durch das Abzapfen des Stammes oder Anschneiden von Ästen wird der für wenige Wochen im Frühjahr fließende Birkensaft gewonnen. Er soll gegen Haarausfall gut sein. Vornehmlich im letzten Jahrhundert wurde Birkensaft zur Herstellung von Birken-Haarwasser verwendet. Der Saft kann äußerlich angewandt oder direkt getrunken werden.

### Nahrungsmittel
Birkenblätter sind im Gegensatz zu den meisten Baumblättern essbar. Da der Birkensaft zuckerhaltig ist, lässt er sich in vergorener Form als Birkenwein genießen, ein heute noch in Russland beliebter bäuerlicher Rauschtrunk. Birkenwein wurde auch als Stärkungsmittel für impotente Männer verwendet.

### Schädigung des Baumes
Eine intensive Gewinnung des Birkensaftes kann zu Schäden und Infektionen am Baum führen.

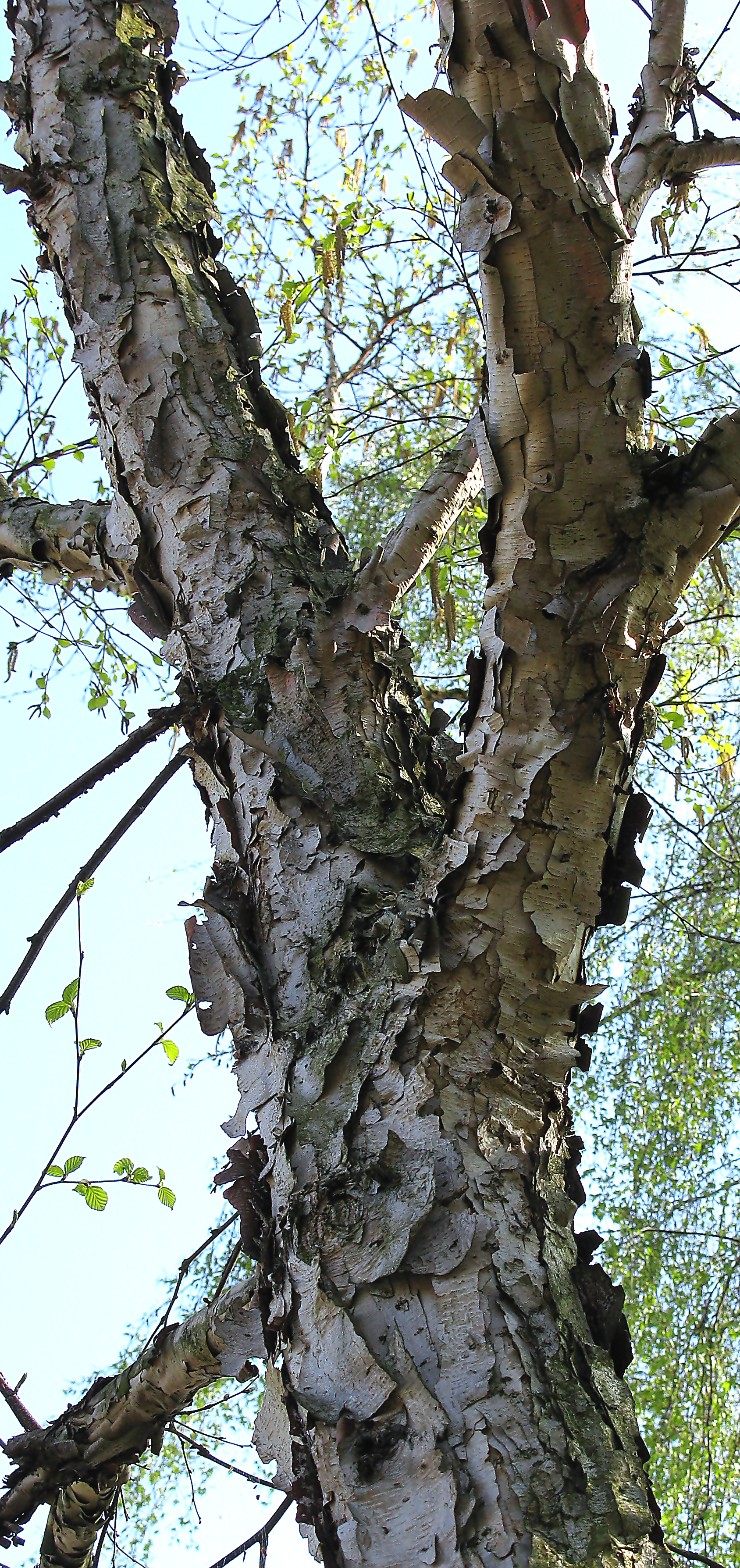
Borke der Koreanischen Birke (Betula costata)

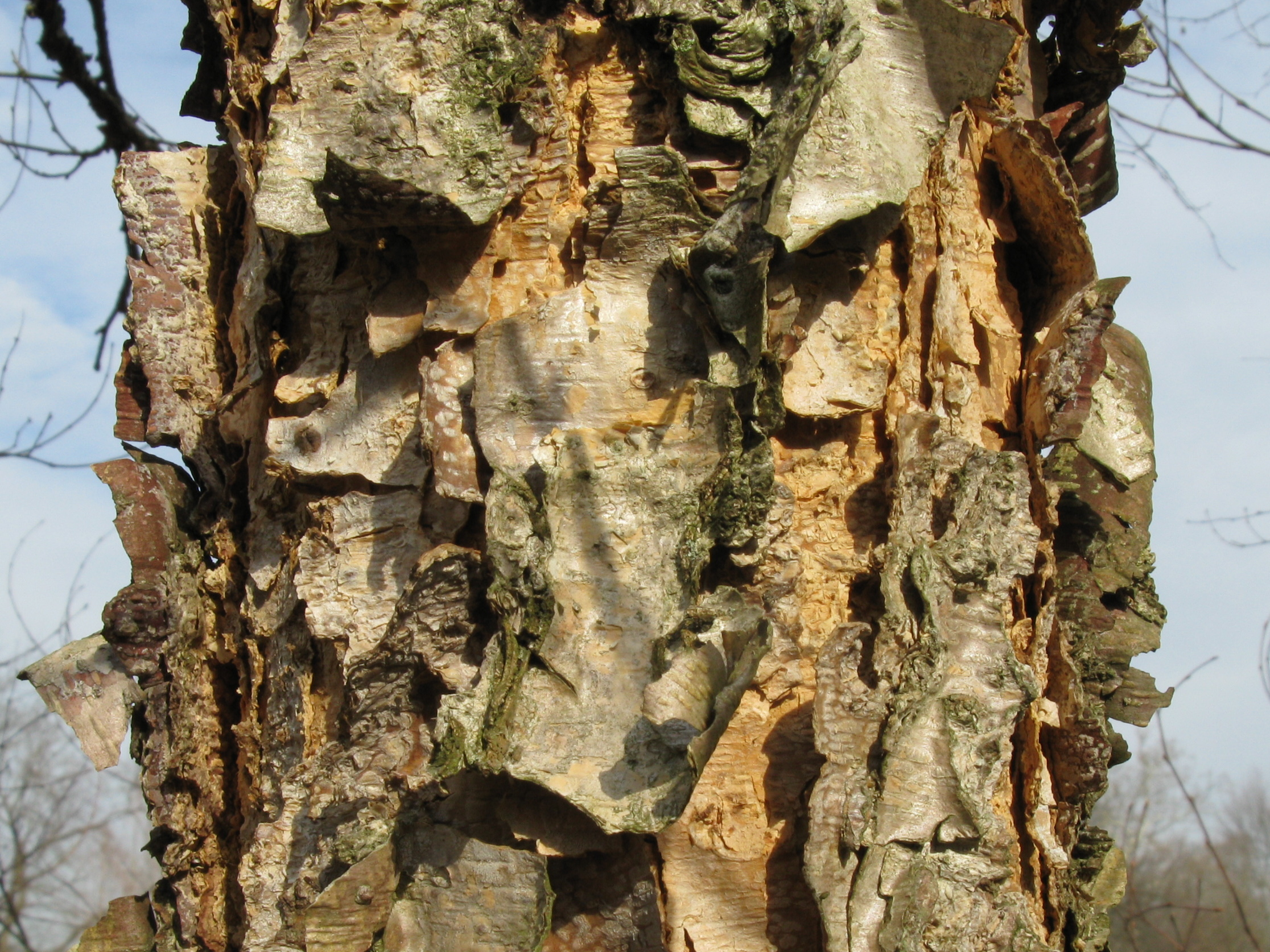
Borke von Betula dauurica

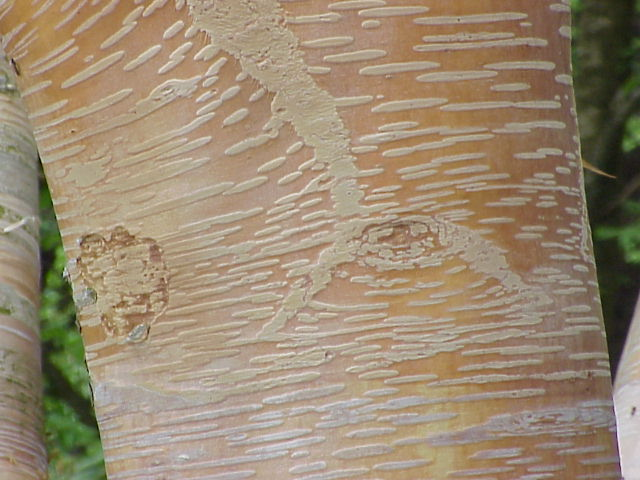
Borke von Ermans Birke
(Betula ermanii)

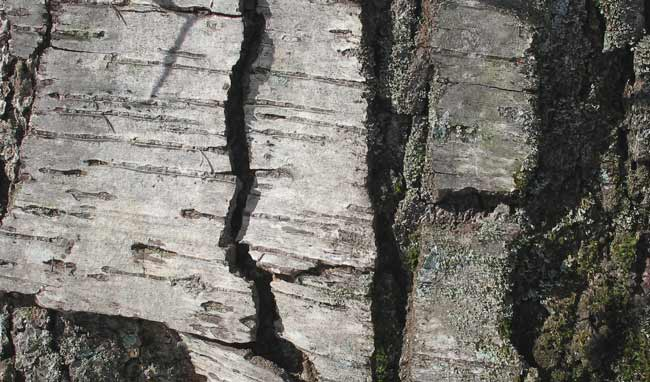
Borke der Zucker-Birke
(Betula lenta)

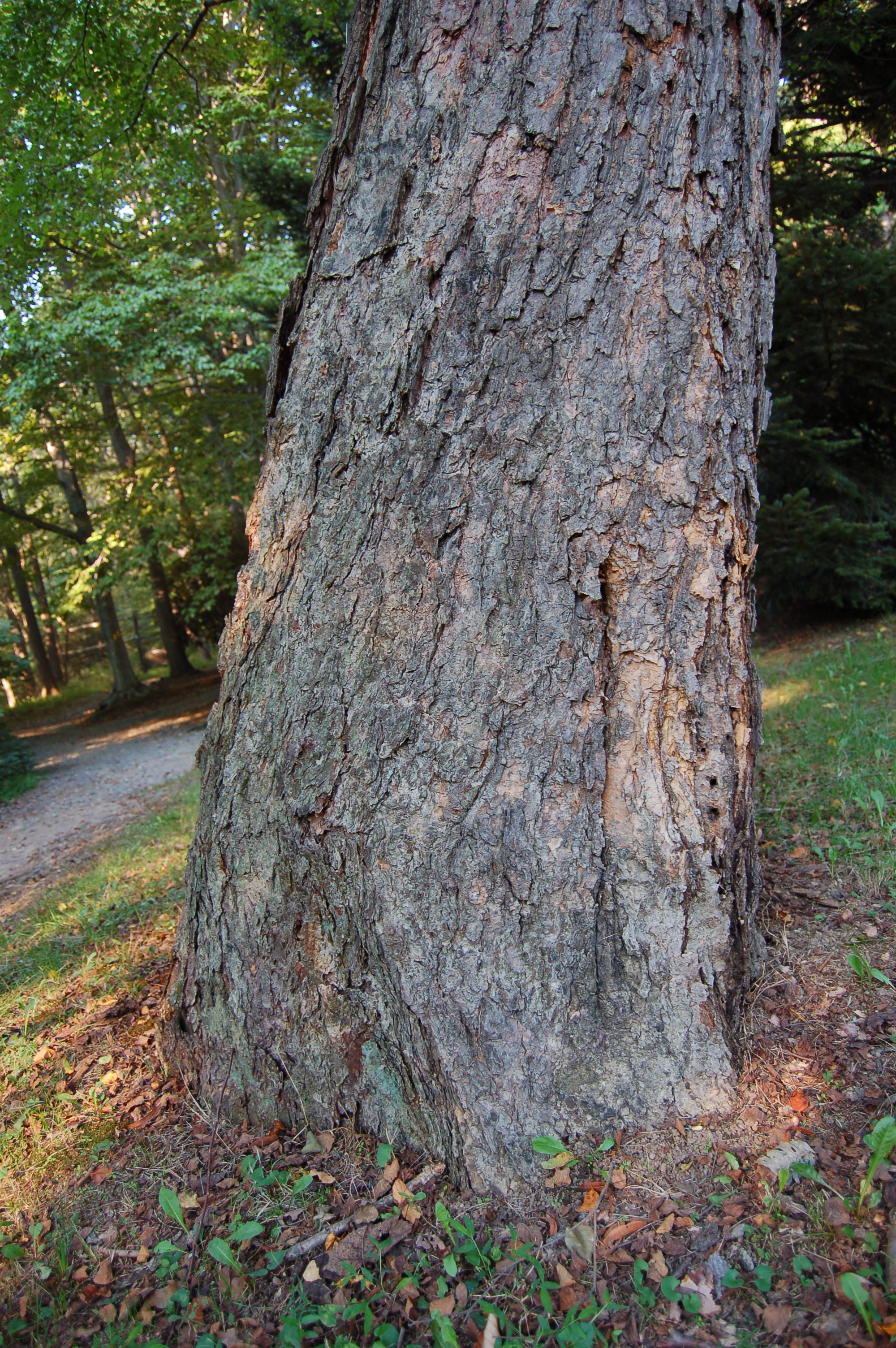
Borke der Schwarz-Birke
(Betula nigra)

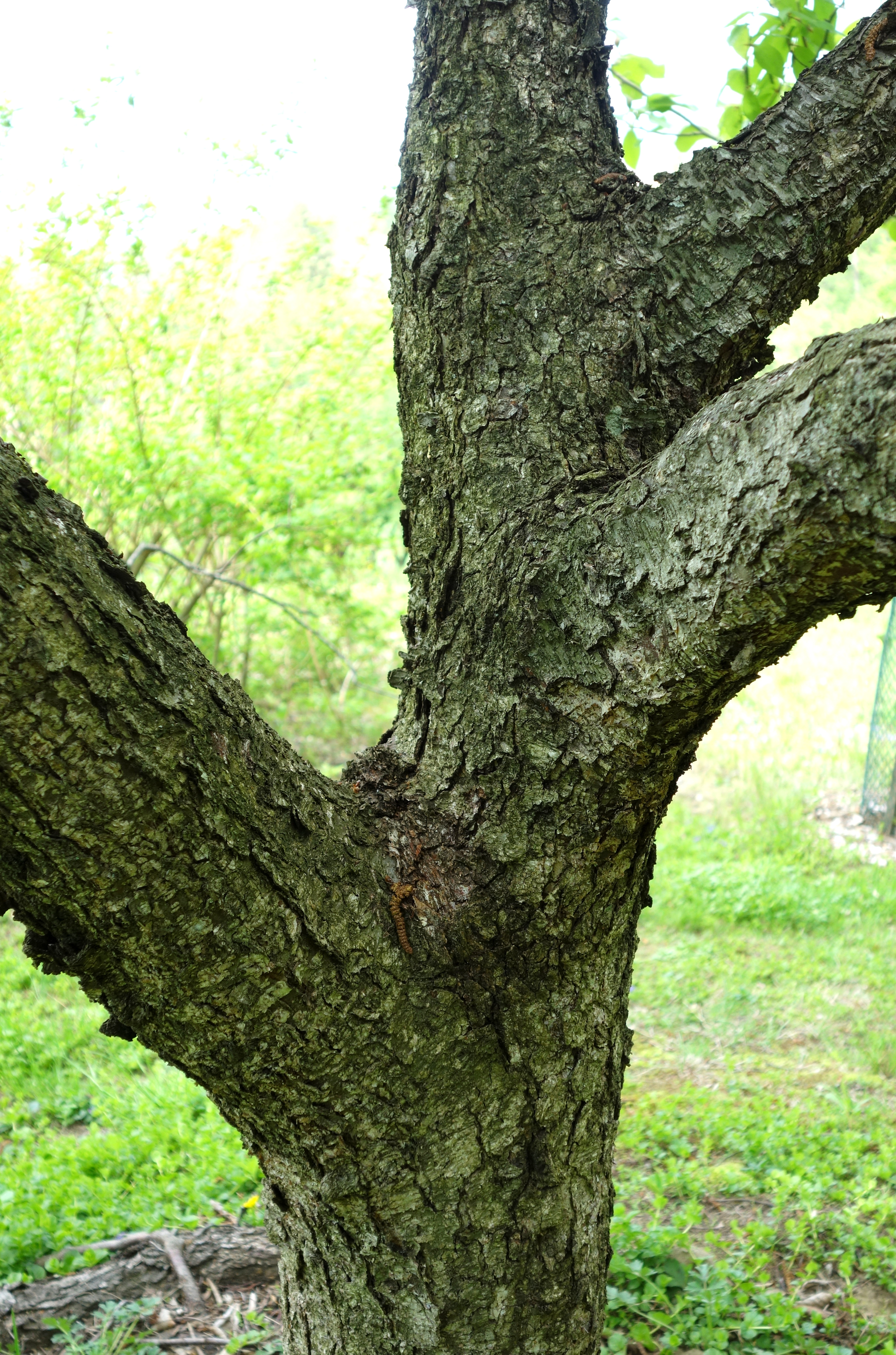
Borke der Eisen-Birke
(Betula schmidtii)

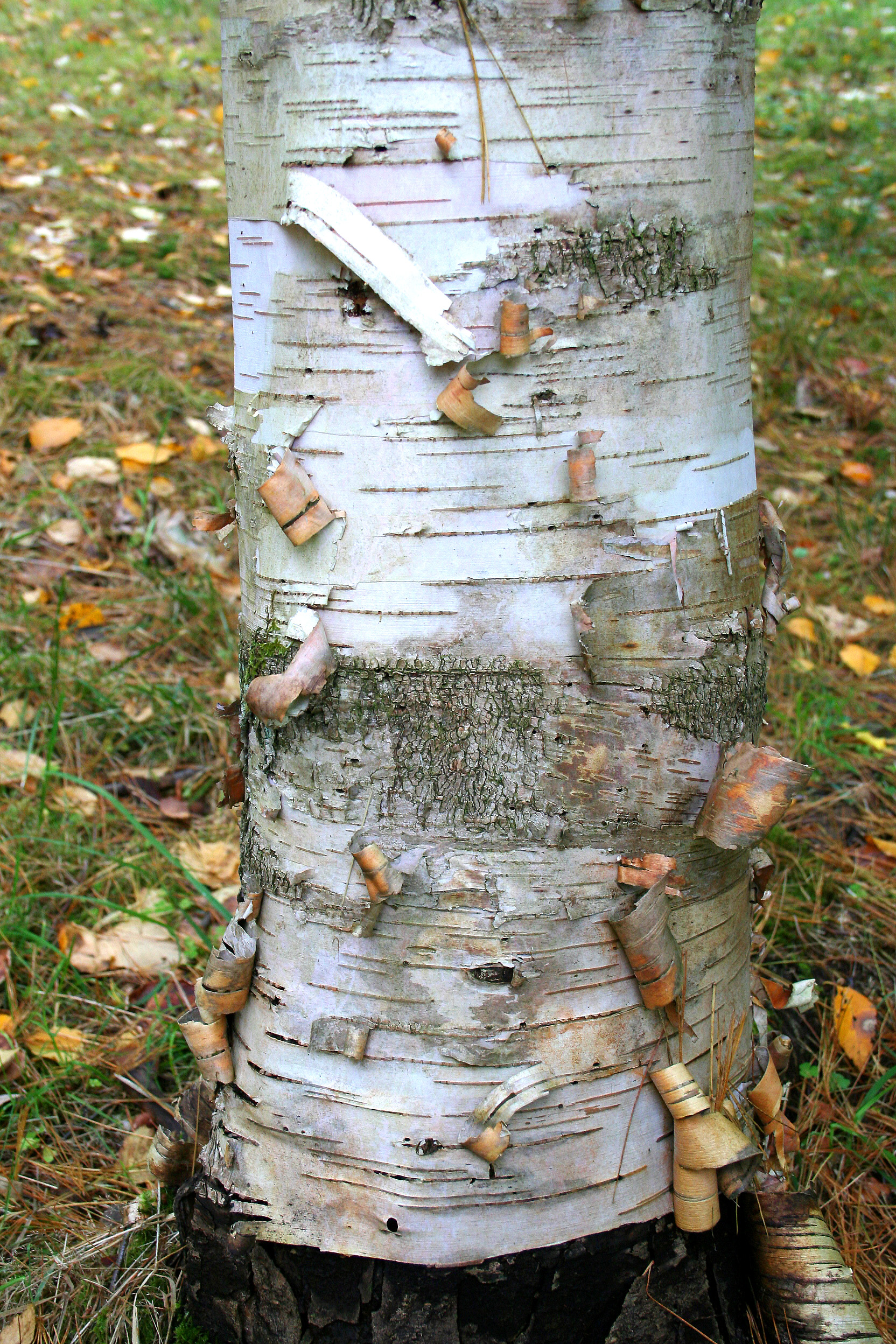
Borke der Himalaja-Birke
(Betula utilis)

## Systematik und Verbreitung
Der (laut Beßler bzw. Marzell im Mittelalter im Gegensatz zu Vibex für die Hänge-Birke und die Moor-Birke noch nicht geläufige) Gattungsname Betula wurde 1753 von Carl von Linné in Species Plantarum, 2, S. 982 f. erstveröffentlicht. 1929 wurde als Lectotypus Betula alba L. festgelegt. Die Gattung Betula gehört zur Unterfamilie der Betuloideae innerhalb der Familie der Betulaceae.
Die bis zu 100 Birken-Arten kommen auf weiten Teilen der Nordhalbkugel, in Europa, in Nordamerika (besonders an deren Ostküsten) und in Asien bis Japan vor.
Es gibt (35 bis 100) etwa 64 Arten und viele Naturhybriden in der Gattung Birken (Betula):
- Rote China-Birke (Betula albosinensis Burkill): Die Heimat ist das nördliche und mittlere China. Sie wird von Ashburner und McAllister 2013 als Unterart Betula utilis subsp. albosinensis (Burkill) Ashburner & McAll. zur Himalaja-Birke (Betula utilis D.Don) gestellt.[17][18]
- Gelb-Birke (Betula alleghaniensis Britton, Syn.: Betula lutea auct.): Sie ist im östlichen Kanada und in den USA verbreitet.[18]
- Betula alnoides Buch.-Ham. ex D.Don: Das Verbreitungsgebiet reicht vom Himalaja bis ins südliche China.[18]
- Betula ×alpestris Fr. (= Betula nana × Betula pubescens)
- Betula ×aurata Borkh. (= Betula pendula × Betula pubescens, Syn.: Betula ×atrata Domin, Betula ×obscura Kotula): Sie kommt in Europa vor.[18]
- Betula ashburneri McAll. & Rushforth: Das Verbreitungsgebiet der 2011 erstbeschriebenen Art reicht von Bhutan bis Sichuan und Yunnan.[18]
- Betula ×avatshensis Kom. (= Betula ermanii × Betula pendula subsp. mandshurica): Sie kommt in Kamtschatka und im nördlichen Japan vor.[18]
- Betula baschkirica Tzvelev: Die Heimat ist das europäische Russland.[18]
- Betula bomiensis P.C.Li: Die Heimat ist das südöstliche Tibet.[18]
- Betula ×bottnica Mela: Die Heimat ist Nordeuropa.[18]
- Blau-Birke (Betula ×caerulea Blanch. = Betula papyrifera var. cordifolia × Betula populifolia): Sie kommt in Kanada und in den nordöstlichen USA vor.[18]
- Betula calcicola (W.W.Sm.) P.C.Li: Die Heimat ist das südwestliche Sichuan und das nordwestliche Yunnan.[18]
- Betula celtiberica Rothm. & Vasc.: Dieser Endemit kommt nur in Spanien sowie in Portugal[19] und Großbritannien vor.[18]
- Betula chichibuensis H.Hara: Dieser Endemit kommt nur auf der japanischen Insel Honshu vor.[18]
- Betula chinensis Maxim., Syn.: Betula fargesii Franch., Betula ceratoptera G.H.Liu & Y.C.Ma, Betula jiaodongensis S.B.Liang: Die Heimat ist Korea und das nördliche und östliche China.[18]
- Betula cordifolia Regel: Die Heimat sind das östliche Kanada und die USA.[18]
- Betula coriaceifolia V.N.Vassil.: Die Heimat ist Zentralasien.[18]
- Haselnussblättrige Birke (Betula corylifolia Regel & Maxim.): Dieser Endemit kommt nur auf der japanischen Insel Honshu vor.[18]
- Koreanische Birke (Betula costata Trautv.): Die Heimat ist Korea und Russlands Ferner Osten.[18]
- Betula cylindrostachya Lindl. ex Wall. (Syn.: Betula fujianensis J.Zeng, Jian H.Li & Z.D.Chen): Das Verbreitungsgebiet erstreckt sich von Himalaja bis China.[18]
- Betula dauurica Pall. (Syn.: Betula davurica Pall. orth. var.): Sie kommt in drei Varietäten vom südöstlichen Sibirien bis ins nördliche und zentrale Japan vor.[18]
- Betula delavayi Franch. (Syn.: Betula forrestii (W.W.Sm.) Hand.-Mazz.): Die Heimat ist das südöstliche Tibet, das südwestliche Sichuan, das nordwestliche Yunnan und das westliche Hubei in China.[18]
- Betula × dosmannii McAll. = Betula ermanii × Betula maximowicziana: Sie kommt in Japan vor.[18]
- Betula ×dugleana Lepage = Betula glandulosa × Betula neoalaskana: Sie kommt in Alaska und Yukon vor.[18]
- Betula ×dutillyi Lepage = Betula glandulosa × Betula minor: Sie kommt im östlichen Kanada vor.[18]
- Betula ×eastwoodiae Sarg. = Betula glandulosa × Betula occidentalis: Sie kommt von Alaska bis Colorado vor.[18]
- Ermans Birke, auch Gold-Birke, Kamtschatka-Birke (Betula ermanii Cham., inkl. Betula lanata (Regel) Vassilcz.; Syn.: Betula ganjuensis Koidz., Betula paraermanii V.N.Vassil., Betula shikokiana Nakai): Sie kommt in zwei Varietäten von Sibirien bis Japan vor.[18]
- Betula falcata V.N.Vassil.: Die Heimat ist Zentralasien.[18]
- Betula fargesii Franch.: Die Heimat ist China.[18]
- Betula fruticosa Pall. (Syn.: Betula fusca Pall. ex Georgi, Betula divaricata Ledeb., Betula middendorffii Trautv. & C.A.Mey., Betula ovalifolia Rupr., Betula paishanensis Nakai, Betula tatewakiana M.Ohki & S.Watan.): Sie kommt vom südlichen Sibirien bis zum nördlichen China und nördlichen Japan vor.[18]
- Drüsige Birke (Betula glandulosa Michx.): Das Verbreitungsgebiet erstreckt sich von Sibirien bis zur Mongolei und nach Nordamerika.[18]
- Betula globispica Shirai: Dieser Endemit kommt nur auf der japanischen Insel Honshu vor.[18]
- Betula gmelinii Bunge (Syn.: Betula apoiensis Nakai): Sie kommt von Sibirien bis Japan vor.[18]
- Zierkirschen-Birke (Betula grossa Sieb. & Zucc., Syn.: Betula ulmifolia Sieb. & Zucc.): Die Heimat ist das südliche und zentrale Japan.[18]
- Betula gynoterminalis Y.C.Hsu & C.J.Wang: Sie kommt nur im nordwestlichen Yunnan vor.[18]
- Betula hainanensis J.Zeng, B.Q.Ren, J.Y.Zhu & Z.D.Chen: Sie wurde 2014 aus Hainan erstbeschrieben.[18]
- Betula ×heptopotamica V.N.Vassil. = Betula fruticosa × Betula pubescens: Sie kommt in Zentralasien vor.[18]
- Betula honanensis S.Y.Wang & C.L.Chang: Sie kommt nur in Henan vor.[18]
- Betula ×hornei E.J.Butler = Betula papyrifera × Betula nana: Sie kommt in Alaska und Yukon vor.[18]
- Strauch-Birke (Betula humilis Schrank; Syn.: Betula fruticans Pall. orth. var., Betula extremiorientalis Kuzen. & V.N.Vassil.): Die Heimat umfasst das subarktische und subalpine Eurasien bis Korea.[18]
- Betula × intermedia (Hartm.) E.Thomas ex Gaudin = Betula nana × Betula pubescens: Sie kommt im subarktischen und subalpinen Eurasien vor.[18]
- Betula ×jackii C.K.Schneid. = Betula lenta × Betula pumila: Sie kommt in den nordöstlichen Vereinigten Staaten vor.[18]
- Betula karagandensis V.N.Vassil.: Die Heimat ist Zentralasien.[18]
- Betula ×koehnei C.K.Schneid. = Betula papyrifera × Betula pendula
- Betula klokovii Zaver.: Sie kommt nur in der Ukraine vor.[18]
- Betula kotulae Zaver.: Sie kommt nur in der Ukraine vor.[18]
- Betula kweichowensis Hu (Syn.: Betula insignis Franch.): Sie kommt vom südlichen China bis Vietnam vor.[18]
- Zucker-Birke (Betula lenta L., inkl. Betula uber (Ashe) Fernald): Die Heimat sind das östliche Kanada und die östlichen USA.[18]
- Betula luminifera H.J.P.Winkl.: Die Heimat ist das zentrale und südliche China.[18]
- Lindenblättrige Birke, auch Bronze-Birke, Kaiser-Birke (Betula maximowicziana Regel): Die Heimat umfasst die südlichen Kurilen bis zum nördlichen und zentralen Japan.[18]
- Kaukasische Birke (Betula medwediewii Regel): Die Heimat umfasst die nordöstliche Türkei bis zum nordwestlichen Iran.[18]
- Betula megrelica Sosn.: Dieser Endemit kommt nur im westlichen Georgien vor.[18]
- Betula michauxii Spach: Die Heimat ist das östliche Kanada.[18]
- Betula microphylla Bunge (Syn.: Betula halophila Ching): Die Heimat reicht von Zentralasien bis zum nordwestlichen China und vom südlichen Sibirien bis zur nördlichen Mongolei.[18]
- Betula ×minor (Tuck.) Fernald = Betula cordifolia × Betula glandulosa: Sie kommt im östlichen Kanada und in den nordöstlichen Vereinigten Staaten vor.[18]
- Zwerg-Birke, auch Polar-Birke (Betula nana L., Syn.: Betula exilis Sukaczev): Die Heimat ist die Subarktis und die Gebirge Europas; sie kommt auch im östlichen subarktischen Nordamerika vor.[18] Sie findet sich auch in Mitteleuropa.
- Schwarz-Birke, auch Fluss-Birke (Betula nigra L.): Die Heimat sind die zentralen und östlichen USA.[18]
- Wasser-Birke (Betula occidentalis Hook., Syn.: Betula fontinalis Sarg.): Sie kommt vom subarktischen Nordamerika bis zu den westlichen und zentralen Vereinigten Staaten vor.[18]
- Papier-Birke, auch Kanu-Birke oder Amerikanische Weiß-Birke (Betula papyrifera Marshall, Syn.: Betula excelsa Aiton, Betula lyalliana Koehne nom. nud., Betula kenaica W.H.Evans): Die Heimat ist das subarktische Amerika mit Kanada und den USA südlich bis Virginia.[18]
- Betula ×paramushirensis Barkalov = Betula ermanii × Betula pumila: Sie kommt nur auf den Kurilen vor.[18]
- Hänge-Birke, auch Gemeine Birke, Sand-, Trauer-, Warzen- oder Weiß-Birke (Betula pendula Roth, Syn.: Betula verrucosa Ehrh., Betula tristis Wormsk. ex Link, Betula aetnensis Raf. ex J.Presl & C.Presl, Betula ferganensis V.N.Vassil.; inkl. Betula platyphylla Sukaczev, Betula mandshurica (Regel) Nakai, Betula szechuanica (C.K.Schneid.) C.-A.Jansson, Betula austrosichotensis V.N.Vassil. & V.I.Baranov, Betula neoalaskana Sarg., Betula resinifera Britton, Betula japonica (Miq.) Siebold ex H.J.P.Winkl.): Die Heimat ist das gemäßigte Eurasien und Nordafrika.[18] Sie kommt auch in Mitteleuropa vor. Man kann drei Unterarten unterscheiden.[18]
- Betula ×plettkei Junge = Betula nana × Betula pendula: Sie kommt in Europa vor.[18]
- Grau-Birke, auch Pappelblättrige Birke (Betula populifolia Marshall): Die Heimat erstreckt sich vom südöstlichen Kanada bis zum nordwestlichen South Carolina.[18]
- Betula potamophila V.N.Vassil.: Die Heimat ist Zentralasien.[18]
- Betula potaninii Batalin (Syn.: Betula jiulungensis P.C.Li ex Q.Lin): Sie kommt in den chinesischen Provinzen Gansu, Shaanxi sowie Sichuan vor.[18]
- Betula psammophila V.N.Vassil.: Die Heimat ist Zentralasien.[18]
- Moor-Birke, Krummästige-Birke (Betula pubescens Ehrh., Syn.: Betula alba L., Betula czerepanovii N.I.Orlova, Betula tortuosa Ledeb.; inkl. Betula litwinowii Doluch.): Die Heimat ist Grönland und Eurasien.[18] Sie kommt auch in Mitteleuropa vor. Man kennt mehrere Varietäten.
- Amerikanische Strauch-Birke (Betula pumila L.): Die Heimat ist Nordamerika.[18]
- Betula ×purpusii C.K.Schneid. = Betula glandulifera × Betula lutea, Syn.: Betula ×murrayana B.V.Barnes & Dancik: Sie kommt vom südlichen Ontario bis zu den nordöstlichen Vereinigten Staaten vor.[18]
- Kaukasische Strauch-Birke (Betula raddeana Trautv.): Die Heimat ist der Kaukasusraum.[18]
- Betula ×raymundii Lepage = Betula populifolia × Betula pumila var. glandulifera: Sie kommt im östlichen Kanada vor.[18]
- Betula saksarensis Polozhij & A.T.Malzeva: Dieser Endemit kommt nur in Khakassiya in Sibirien vor.[18]
- Betula ×sandbergii Britton = Betula glandulifera × Betula papyrifera: Sie kommt von Kanada bis zu den nördlichen Vereinigten Staaten vor.[18]
- Betula ×sargentii Dugle = Betula glandulosa × Betula pumila: Sie kommt in Kanada vor.[18]
- Betula saviczii V.N.Vassil.: Die Heimat ist Zentralasien.[18]
- Eisen-Birke (Betula schmidtii Regel): Sie kommt von Russlands Fernen Osten bis Korea und dem nördlichen und zentralen Honshu vor.[18]
- Betula skvortsovii McAll. & Ashburner: Sie wurde 2013 erstbeschrieben und kommt von Qinghai bis zum nordwestlichen Yunnan vor.[18]
- Betula sunanensis Y.J.Zhang: Sie kommt in der chinesischen Provinz Gansu vor.[18]
- Sichuan-Birke (Betula szechuanica (C.K.Schneid.) C.-A.Jansson, Syn.: Betula rockii (Rehder) C.-A.Jansson): Die Heimat ist das südöstliche Tibet und China. Sie wird von manchen Autoren als Unterart Betula pendula subsp. szechuanica (C.K.Schneid.) Ashburner & McAll. zu Betula pendula gestellt.[18]
- Betula tianschanica Rupr. (Syn.: Betula dolicholepis Ovcz., Czukav. & Shibkova, Betula jarmolenkoana Golosk., Betula kirghisorum Sav.-Rycz., Betula korshinskyi Litv., Betula margusarica V.N.Vassil., Betula ovczinnikovii V.N.Vassil., Betula pamirica Litv., Betula procurva Litv., Betula regeliana V.N.Vassil., Betula saposhnikovii Sukaczev, Betula seravschanica V.N.Vassil., Betula schugnanica (B.Fedtsch.) Litv., Betula tadzhikistanica V.N.Vassil., Betula turkestanica Litv., Betula tuturinii V.N.Vassil.): Die Heimat reicht von Zentralasien bis zur Mongolei.[18]
- Betula × uliginosa Dugle = Betula pendula subsp. mandshurica × Betula glandulosa: Sie kommt in Kanada vor.[18]
- Betula ×utahensis Britton = Betula occidentalis × Betula papyrifera: Sie kommt von Yukon bis Utah vor.[18]
- Himalaja-Birke (Betula utilis D.Don, inkl. Betula chitralica Browicz, Betula kunarensis Browicz, Betula pyrolifolia V.N.Vassil. und Betula jacquemontii Spach): Es gibt vier Unterarten. Die Heimat erstreckt sich von Afghanistan bis China.[18]
- Betula ×vologdensis Tzvelev = Betula humilis × Betula nana: Sie kommt in Nordosteuropa vor.[18]
- Betula ×winteri Dugle = Betula pendula subsp. mandshurica × Betula papyrifera: Sie kommt im subarktischen Amerika und im westlichen Kanada vor.[18]
- Betula wuyiensis J.B.Xiao: Die Heimat ist Fujian.[18]
- Betula ×zimpelii Junge = Betula humilis × Betula pendula: Sie kommt in Mitteleuropa vor.[18]
- Betula zinserlingii V.N.Vassil.: Die Heimat ist Zentralasien.[18]

## Birken im Brauchtum und Volksglauben

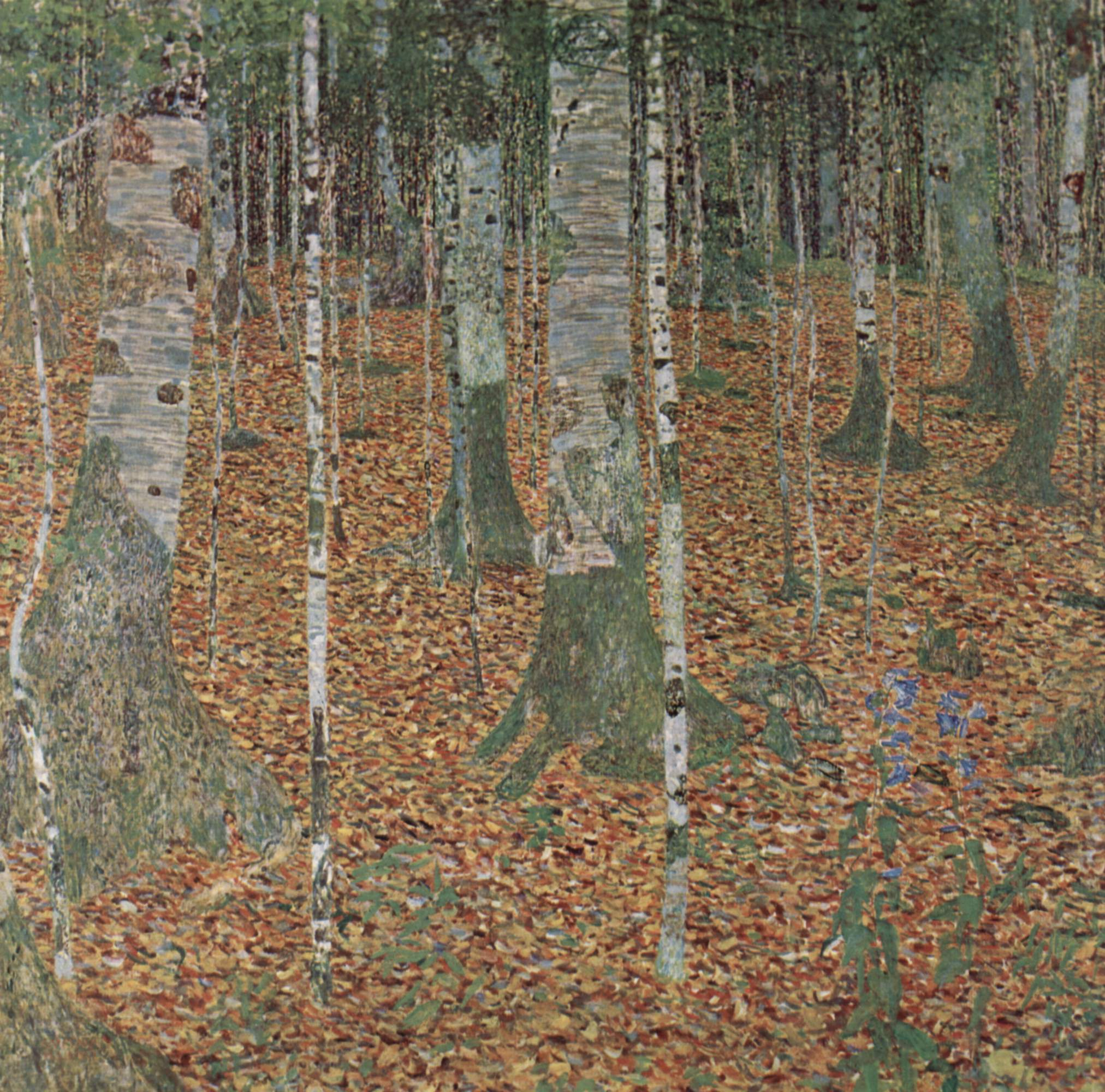
Birken in der Kunst, ein Beispiel von Gustav Klimt

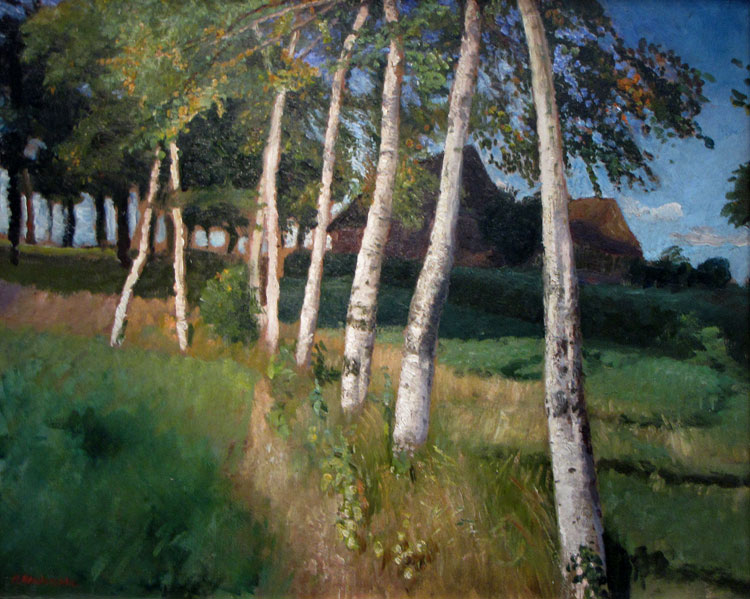
Birken im Moor von Otto Modersohn

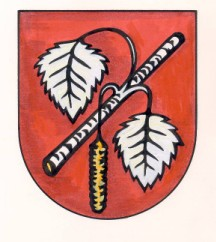
Redendes Wappen von Birgden

Im germanischen und im slawischen Volksglauben spielte die Birke eine große Rolle. Sie war der Göttin Freya geweiht. Aus dieser Zeit stammt auch der Brauch, einen Maibaum aus dem Wald zu holen, um ihn auf dem Dorfplatz aufzustellen. Es wurde damit der erwachende Frühling in das Dorf geholt. Noch heute lebt der gleiche Brauch in Gestalt des Maibaumes fort. Junggesellen „stecken“ ihrer Liebsten einen mehr oder minder großen „Mai“ – sie schmücken einen Baum (in der Regel eine Birke) oder wenigstens einen Birkenzweig/-ast und befestigen ihn am Haus oder Fenster der Auserwählten. Geschmückt wird dieser Baum mit Bändern aus buntem Krepp- oder Seidenpapier.
Die Birke als Symbol der Fruchtbarkeit galt früher als Helfer in Liebesnöten. Dieser Verwendungszweck ist heute fast vergessen. Ihre Zweige, Rinde und die Blätter mussten für allerlei obskure Mittel und Bräuche herhalten, von denen man sich eine Besserung in sexuellen Nöten erhoffte.
Hervorzuheben ist auch die mythologische Bedeutung der Birke als „Baum des Schutzes“. Im überlieferten Volksglauben wurden Birken insbesondere im ländlichen Raum als Straßenmarkierungen zum Unfallschutz an verkehrsfrequentierten, unbeleuchteten Alleenstraßen und unübersichtlichen Reisewegen gepflanzt, da sie durch ihre helle Rinde bei Dunkelheit gut erkennbar sind. In den indianischen Völkerweisheiten symbolisieren Bäume von jeher lebendige Wesen der Weisheit, deren Sprache man sich erschließen kann, Schamanismus. In der Volksfrömmigkeit der katholischen Kirche, die auch mythologisches Wissen beinhaltet, wird zu Fronleichnam regional die Birke verwendet, wenn unzählige junge Exemplare in katholischen Ortschaften die Straßen säumen, durch die die Prozessionen führen.
Die Birke ist das Wahrzeichen Estlands. In Russland, Finnland und Polen gilt der Baum als nationales Symbol, vergleichbar mit der „deutschen Eiche“.
Dem Volksglauben nach sollten Birken den Blitz anziehen. Aus diesem Grund duldete man früher Birken nur selten in der Nähe von bäuerlichen Anwesen. Unter einer einzeln stehenden Birke soll einer alten Sage nach die letzte Weltenschlacht stattfinden. Diese beiden unerfreulichen Blickpunkte sind jedoch eine Ausnahme. Überwiegend wird die Birke mit Erfreulichem in Verbindung gebracht. Sogar galt seit alters her die Birke als heiliger Baum, der für die Fruchtbarkeitsfeste im Frühling die jungfräuliche Göttin symbolisierte. In vielen Gegenden wurde die Birke auch als Symbol der Jugend und des Frühlings verehrt.